# HD 82984
HD 82984，又名CD-48 4802，SAO 221288、HR 3817，是一颗恒星，视星等为5.12，位于銀經273.03，銀緯2.04，其B1900.0坐标为赤經9h 30m 9.1s，赤緯-48° 2.04′ 38″。